# Quintela
Quintela, ou Quintela da Lapa, é uma povoação portuguesa sede da Freguesia de Quintela do Município de Sernancelhe, freguesia com 12,77 km² de área e 249 habitantes (censo de 2021), tendo, por isso, uma densidade populacional de 19,5 hab./km².
Quintela foi vila e sede de concelho até ao início do século XIX. Este era constituído apenas pela freguesia da sede e tinha, em 1801, 478 habitantes. Pertenceu ao extinto concelho de Caria até 1855.

## Demografia
A população registada nos censos foi:
| Distribuição da População por Grupos Etários | Distribuição da População por Grupos Etários | Distribuição da População por Grupos Etários | Distribuição da População por Grupos Etários | Distribuição da População por Grupos Etários |
| -------------------------------------------- | -------------------------------------------- | -------------------------------------------- | -------------------------------------------- | -------------------------------------------- |
| Ano                                          | 0-14 Anos                                    | 15-24 Anos                                   | 25-64 Anos                                   | > 65 Anos                                    |
| 2001                                         | 46                                           | 50                                           | 138                                          | 98                                           |
| 2011                                         | 33                                           | 37                                           | 129                                          | 95                                           |
| 2021                                         | 20                                           | 24                                           | 123                                          | 82                                           |

## Património
- Santuário de Nossa Senhora da Lapa;
- Pelourinho da Lapa;
- Igreja Matriz de São João Baptista de Quintela;
- Capela de Santa Ana.